# Красте Місірков
Красте (або Крастю, Красто або Красте) Петков Місірков (македонською літературною нормою: Krste Petkov Misirkov ; румунською: Cresto Misircov) — болгарський філолог та публіцист. Його болгарська самосвідомість, як і власне національне самовизначення та погляди, сприймаються та трактуються як неоднозначні. Існування такого конфлікту в сприйнятті його творчості та громадського внеску належить не лише давно нав'язаній офіційній доктрині македонізму в Північній Македонії, а й самому Місіркову, який був надзвичайно непослідовним у відстоюванні різних поглядів на майбутній суспільно-політичний розвиток рідної області Македонії.
Як учасник студентського Таємного македоно-одринського гуртка в Санкт-Петербурзі використовував псевдонім Секель.

## Біографія
Життєвий шлях Красте Місіркова мав багато труднощів, перипетій і подорожей. З огляду на його образи, досить суперечливі в різні періоди, а часом і відверто парадоксальні чи «екстравагантні», про нього висловлюють абсолютно різні, часто й взаємовиключні думки, які дають кардинально протилежні оцінки його особистості.

### Ранні роки
Він народився в селі Постол Еніджевардарської області, яка тоді входила до складу Османської імперії. Закінчив грецьку початкову школу в рідному селі. Потім під впливом сербської пропаганди, продовжив навчання в Королівство Сербія.

### Сербський період
З осені 1889 року Місірков був студентом Белградської гімназії як стипендіат товариства "Святого Сави " під ім'ям Красти Петковича. У лютому 1890 року Місірков разом із 39 бунтівними студентами з Македонії покинув Белград і продовжив навчання в Софії як студент-стипендіат, де пробув близько року. З грудня 1890 року Місірков знову був стипендіатом Сербської держави в Белграді. Тут він вступив до Теологічної школи, організованою сербською пропагандою з метою підготовки священиків і вчителів для Македонії. Через бунт в школі та її подальший розпуск Місірков виїхав до Шабаця, де вступив до місцевої середньої школи. У 1892 році він перевівся з Шабацю назад до Белграду в трирічну учительську школу. У 1893 році під впливом македонського вчення Стояна Новаковича він і його товариші заснували студентське товариство «Вардар» з метою підтримки македонського духу серед студентів з Македонії, які були добре прийняті в Сербії. У 1895 році Місірков закінчив учительську школу. Був призначений учителем у Приштини.

### Перший російський період

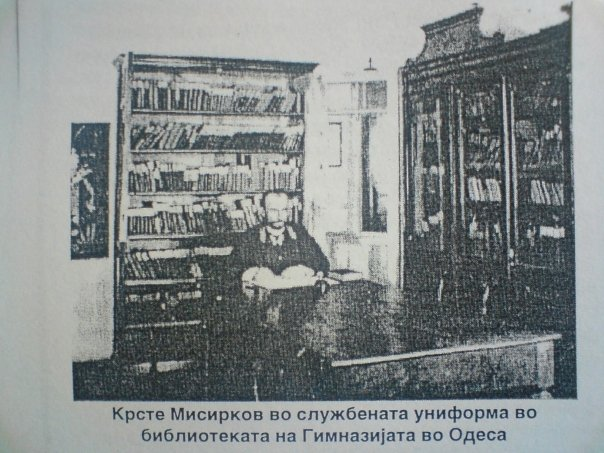
Місірков у бібліотеці, Одеса до 1905 року.

.

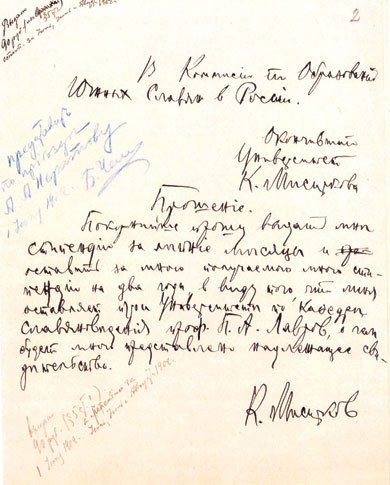
Рукописний лист Красте Місіркова

Замість Приштини Місірков поїхав до Одеси, щоб продовжити навчання. Оскільки його белградський диплом не визнавали, він два роки навчався в Полтавській духовній семінарії, яку закінчив у 1897 році. У тому ж році він вступив студентом історико — філологічного факультету Петербурзького університету. У 1900 році він одним із перших молодих людей, які вступили до таємного македоно-одринського гуртка, заснованого в столиці імперії. Пізніше Місірков став головою цього гуртка. У листі від 28 листопада 1900 року до голови Верховного македоно-одринського комітету в Софії він виклав причини своєї участі в гуртку так:
Відомо, що немає жодного болгарина, який би не цікавився становищем і долею тієї частини нашої вітчизни, яка донині стогне під турецьким ярмом.
Місірков з відзнакою закінчив Петербурзький університет, після чого був прийнятий в аспірантуру до професора П. Л. Лаврова з дисертацією «До питання про національність і причини популярності Марко Кінгс». У цей період він спілкувався з багатьма російськими славістами, такими як В.Ламанський, А.Бодуен де Куртене, П. Н. Мілюков, Г. Д. Флоринський. Через фінансову нестачу Місірков не може продовжувати навчання після університету і приймає пропозицію екзархату щодо призначення викладачем Битольської чоловічої школи.

### Македонський період
У Битолі, крім викладання в середній школі, Місірков також займався домашнім вихованням і навчанням дітей російського консула в місті А. А. Ростковського . Після вбивства консула (мимовільним свідком якого він став) він знову поїхав до Росії.

### Другий російський період

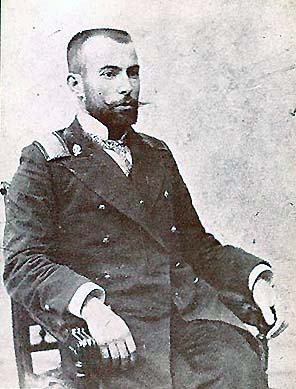
Красте Місірков у Бердянську, 1904 рік.

У Росії він завершив свою книгу «Про македонські справи». Згодом він поїхав до Софії, щоб опублікувати книгу, що було зроблено за фінансової підтримки кіл у Росії, і велику кількість її було придбано сербським дипломатичним агентом у Софії за наполяганням Стояна Новаковича. Він виїхав з Болгарії до Белграда, де зустрів Стояна Новаковича. З Белграду повернувся до Росії, вчителем у Бердянську, Одесі та Кишиневі. У 1905 році видав номер журналу «Вардар». Він також викладає в Кишиневі. З квітня 1907 року почав співпрацювати з журналом «Македоно-одринський огляд», що виходив у Софії, представляючи друкований орган Міністерства військової оборони. В ньому він опублікував свою працю «Записки з південнослов'янської філології та історії». У 1909 році Місірков видав в Одесі окремою брошурою свою працю «Південнослов'янські епічні сказання про одруження короля Волкашина в зв'язку з питанням про причини популярності королів Марко у південних слов'ян», а також статтю «Основи сербсько-болгарського зближення» в журналі «Болгарская сбирка», в якому він визнає, що ідея мати окрему «македонську націю» була вигадана сербами після того, як їм не вдалося зробити місцеве слов'янське населення Македонії «суто сербським» або «нейтральним» між сербами та болгарами. Під час проведення Слов'янського собору в Софії в 1910 році К. Місірков був присутній як почесний гість. У 1910—1911 роках переклав з болгарської на російську книгу професора Анастаса Іширкова «Болгарія».

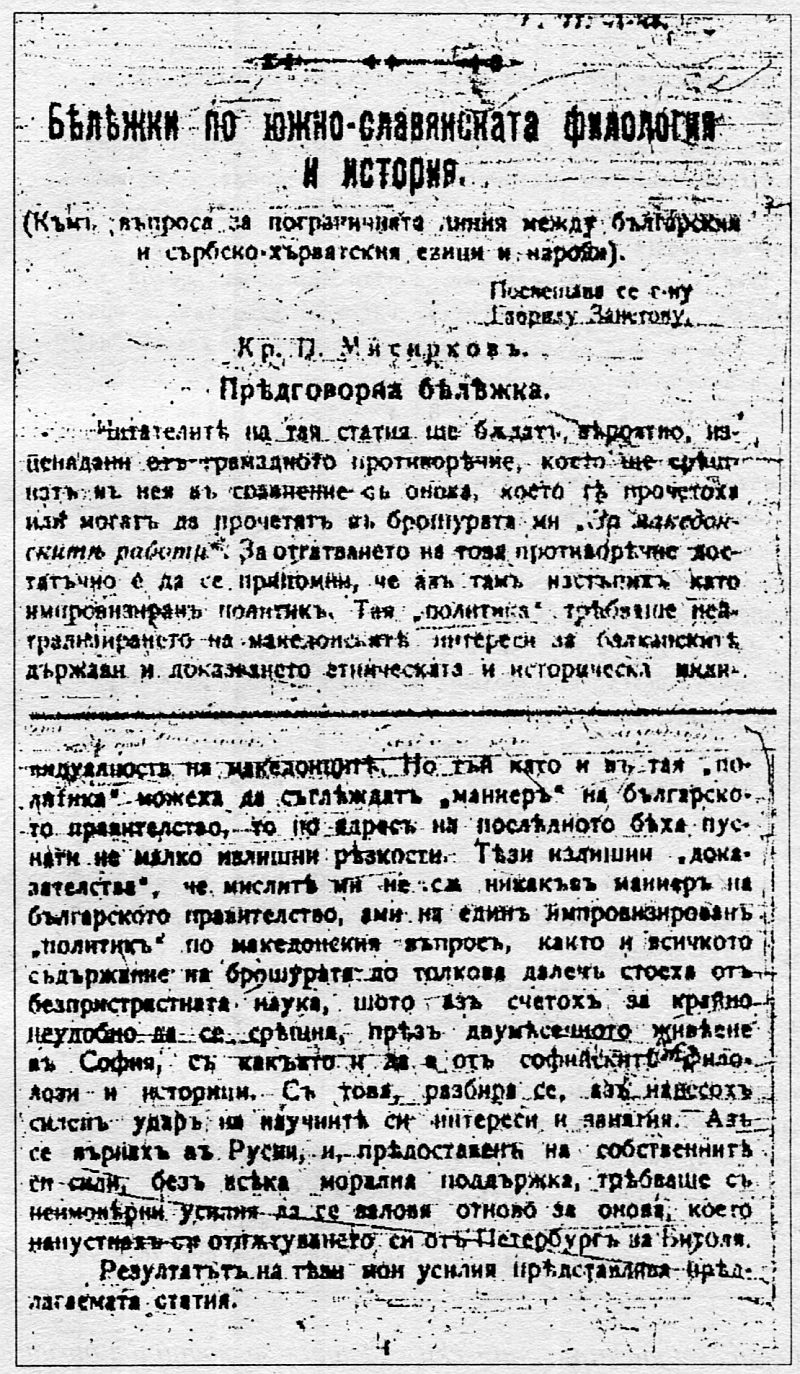
«Присвята Гаврила Занетова» з творів Місіркова, 1907 рік.

### Під час воєн
Коментуючи розправу над болгарами в Македонії після нападу Осла, у своїй статті для газети «Одесский голос» від 2 серпня 1912 року Місірков говорив про македонських болгар, болгарський елемент та болгарських революціонерів і еліту в регіоні. Під час Балканської війни Місірков перебував у болгарських військах як кореспондент російських газет. У період між двома балканськими війнами він написав болгарському повноважному міністру в Росії Стефану Бобчеву, щоб змусити Росію забезпечити дотримання сербською стороною її договору з Болгарією або забезпечити російську підтримку Болгарії в її майбутній війні з Сербією та отримати Спірну зону, створення якої Місірков критикує, оскільки вона включала Скоп'є та його регіон, де, за словами Місіркова, проживає суто болгарське населення, і висловлює надію, що Росія не залишить македонських болгар. З початком міжсоюзницької війни він швидко повернувся до Росії. У 1914 році, після початку Першої світової війни, він подорожував з Одеси до Києва та Петербурга, де вів переговори з провідними російськими політиками з проблеми Македонії. У 1914 році брав участь у створенні в Одесі Болгарського культурно-просвітницького і благодійного товариства «Братство». Після Жовтневої революції (1917) Бессарабія проголосила незалежність. К. Місірков був обраний болгарським населенням депутатом у створеному Бессарабському парламенті в Кишиневі, водночас був секретарем болгаро-гагаузько-німецької шкільної освітньої комісії в Бессарабії. Згодом, у 1918 році, Бессарабія була приєднана до Румунії, яка воювала з Болгарією. Тож Місіркова екстрадували до Болгарії.

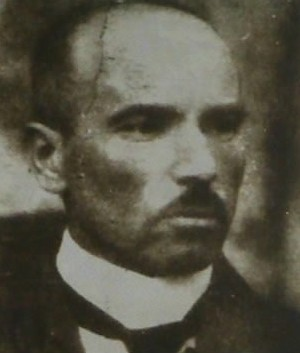
Красте Місірков, до 1926 року.

### Болгарський період
Після закінчення Першої світової війни Місірков повернувся до Софії, де згодом помер. Протягом цього останнього періоду свого життя він послідовно працював в Етнографічному музеї в Софії та вчителем і директором середніх шкіл у Карлово та Копривштиці. Пише близько 30 болгарських націоналістичних статей. У газеті «Ілінден» 3 березня 1923 року він написав статтю "Оптимізм і песиміз «, в якій стверджував, що Македонія звільнилася б від сербсько-грецького рабства, як Польща відновилася як держава після Першої світової війни. Війна, бо в ній раніше У балканських війнах турки мусили вчитися болгарської мови навіть у містах, так само як у Польщі росіяни мусили спілкуватися зі своїми підданими польською мовою, і тому македонські болгари не заміняли б своєї мови сербською чи грецькою. В іншому своєму матеріалі — „Противоядие“, опублікованому в газеті „Пірін“ 10 січня 1924 року, він заявив, що серби відібрали у місцевого слов'янського населення Вардарської Македонії право самовизначатися як болгари, і стверджував, що вони були „сербами“, „поболгареними“ під час турецької неволі. У продовженні своєї статті він стверджує, що болгарська історіографія не заслуговує жодних звинувачень у „фальсифікаціях“, але її можна звинуватити в пасивності щодо повалення тез великосербського шовінізму. У статті для тієї ж газети від 3 лютого того ж року він заявив, що македонці не мають підстав вшановувати сербського покровителя святого Саву, оскільки ні він, ні його родичі не були болгарами, і що до того, як згаданий вище заснував сербську Церкву, це була віддалена та малокультурна єпархія Охридської архієпархії всієї Болгарії, і серби почали незалежне духовне життя століттями після того, як Македонія мала свою болгарську національну культуру. У той час Місірков став болгарським підданим.

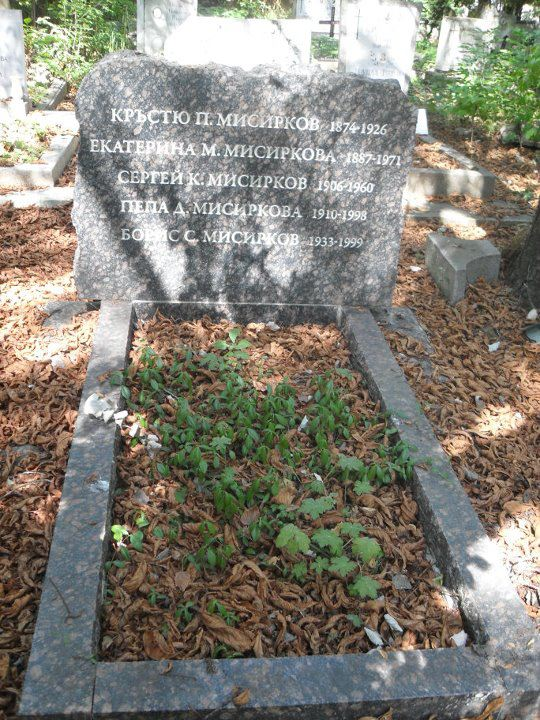
Могила Красте Місіркова.

Помер у 1926 році. Похований на Центральному Софійському кладовищі.

## Національна приналежність

### Болгарський погляд
Відповідно до болгарської точки зору, попри на різні коливання, більшу частину свого життя та діяльності Красте Місірков ідентифікував себе як болгарина. Так він визначає себе протягом більшої частини свого перебування як Болгарії, так і за її межами. У Бессарабії, де Місірков жив у 1913—1917 роках, його сприймали як болгарина, а в 1917—1918 роках він навіть був депутатом місцевого парламенту від болгар.

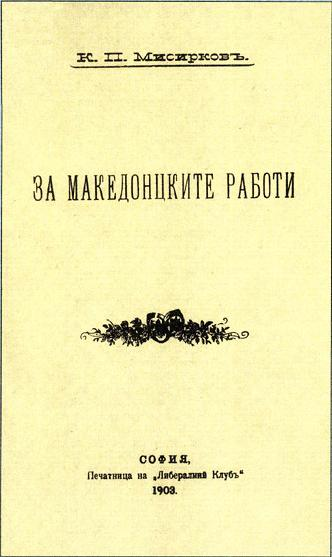
Книга Місіркова „Про македонські справи“, видана 1903 році у Софії.

У 1913 році в листі до академіка Александра Теодорова-Балана Місірков писав:
 „Як болгарин, я з радістю поїхав би до Болгарії, якщо буде потреба в моїй роботі з наукового пошуку долі болгарських земель, особливо Македонії“
.
У 1924 році він писав: „Ми (в Македонії) були більшими болгарами, ніж ті, що були в Болгарії“, і виступав за створення Великої Болгарії, яка охоплювала б території, що належали Королівству сербів, хорватів і словенців (нині Північна Македонія) і Греції. Стаття була опублікована окремим розділом у болгарській газеті „Мир“ у 1919 році, де він перелічував території Македонії, окуповані Сербією, як частину болгарської території.
Також у 1919 році він писав у софійській газеті „20 липня“ наступне:
„Чи будемо ми називатися болгарами чи македонцями, не має значення, бо ми завжди будемо відділятися від сербів і матимемо болгарську самосвідомість“
.
Вважається, що його тексти були суттєво змінені під час комуністичного режиму в Югославії, щоб зберегти образ македонської нації, як відмінної від болгарської.
Болгарські історики відзначають, що Місірков обрав болгарське громадянство і жив у Софії, де працював на благо Великої Болгарії до своєї смерті в 1926 році. Похований на центральному кладовищі Софії.
У 2013 році муніципалітет Благоєвграда придбав архів, що містить листи, фотографії, речі, щоденники, карти тощо різних діячів і керівників Військової поліції. Колекція також містить оригінальні фотографії Місіркова, а також його особистий щоденник з часів його роботи вчителем у Битолі в 1903 році.

### Македонський погляд
За македонською точкою зору, Красте Місірков є найвидатнішим македонським публіцистом, філологом і лінгвістом, який розробив принципи македонської літературної мови на початку ХХ століття. Наприкінці ХХ століття в Північній Македонії Місірков був оголошений „македонцем 20 століття“.

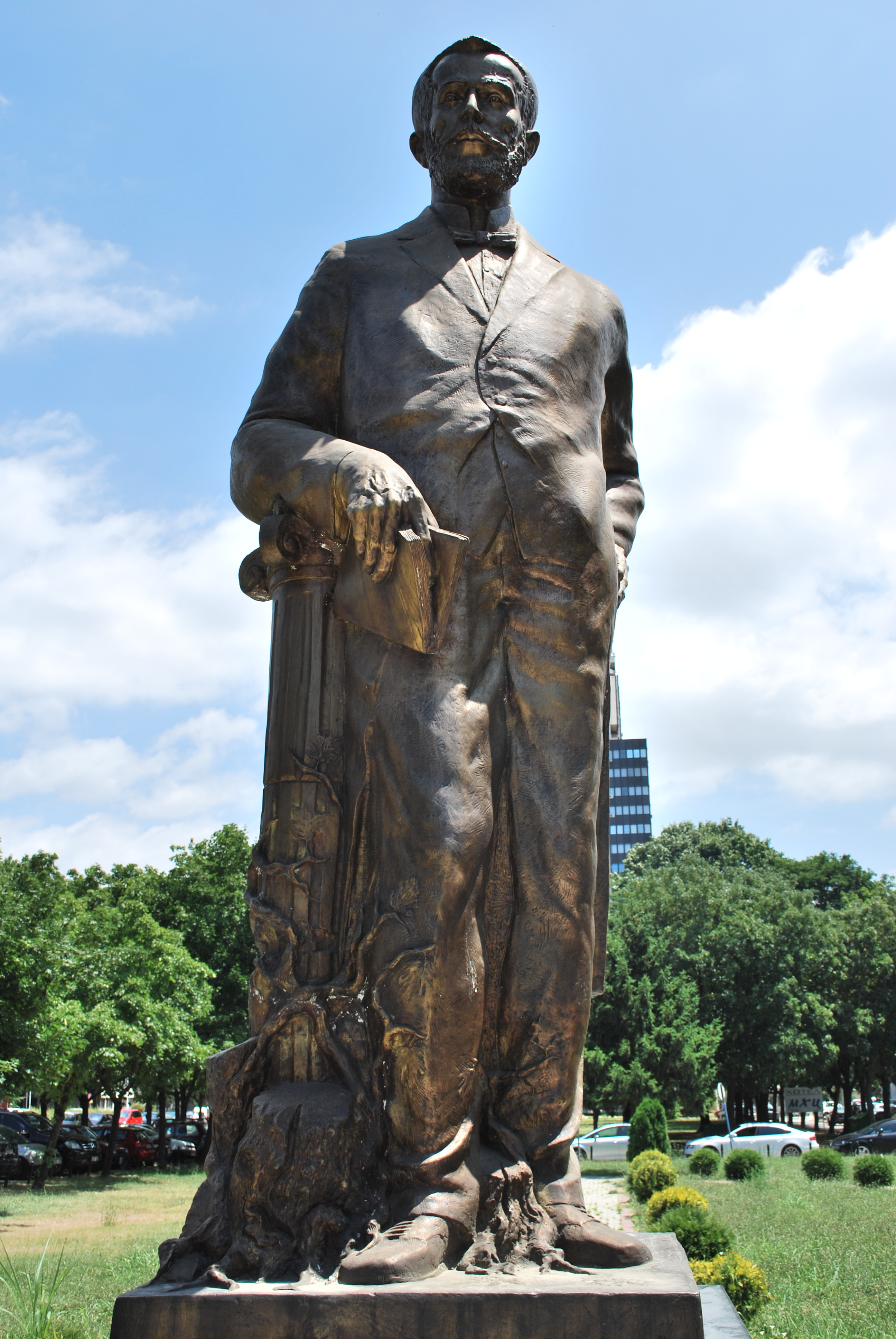
Пам'ятник Красте Місіркову у Скоп'є.

Його погляди на політичні та національні проблеми свого часу виражають боротьбу македонських інтелектуалів за звільнення македонців від османського панування та створення незалежної македонської держави. У 1903 році, перебуваючи в Софії, він видав книгу „Про македонські справи“, в якій виклав основи сучасної македонської мови. Відповідно до цієї книги, діалекти, якими розмовляє населення в центральних частинах Вардарської Македонії, повинні бути використані як основа для створення македонської мови. Місірков використав ці народні мови для написання своєї брошури. Принципи закладені у його публіцистиці зіграли важливу роль у створенні сучасної македонської мови незабаром після Другої світової війни.
Хоча більшу частину свого життя він проголошував себе болгарином, за два роки до смерті він частково повернувся до своїх македонських поглядів. Його етнічна македонська самосвідомість чітко проявилась в одній з його останніх статей перед смертю: „Я свідомо відчуваю себе македонцем, і це має стояти вище за все в цьому світі. Македонці не повинні дозволити собі асимілюватися і загубитися, живучи серед сербів і болгар. Ми можемо визнати нашу близькість з ними, але ми повинні оцінювати їх з македонської позиції“. Незважаючи на ці вагання, в останніх трьох статтях перед смертю Місірков знову повернувся до попередньої проболгарської позиції.

## Думки
Щодо екстравагантності та суперечливості окремих ідей та поглядів Місіркова болгарські історики висували різні припущення.

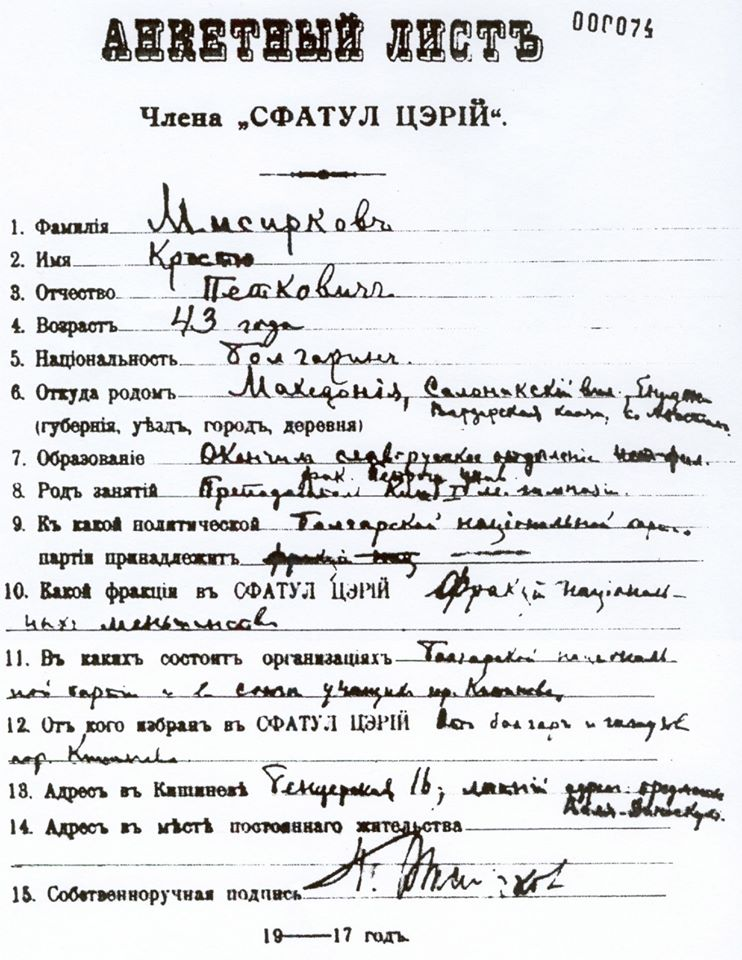
Анкета Красте Місіркова, представника Болгарської національної фракції в парламенті Бессарабії у 1917 році.

Болгарський історик Божидар Дімітров у своїй книзі „Десять брехень македонізму“ стверджує, не заперечуючи документальні джерела, що Красте Місірков був агентом болгарської військової розвідки. Його найбільш дискусійна праця — брошура „Про македонські справи“ (видана в Софії) була спробою представити його вищим політичним колам Сербії та Росії.
У своїй книзі „Дослідження журналістської діяльності Красте Місіркова“ професор Веселін Трайков приходить до висновку, що для того, щоб дати неупереджену оцінку Місіркову, його публічні виступи необхідно досліджувати та оцінювати в їх сукупності, незважаючи на його ідеологічні та політичні повороти та звернення до македонського питання. В результаті аналізу було зроблено кілька безсумнівно неупереджених висновків, як-от те, що Місірков критикує болгарську державну політику щодо Македонії за її непослідовність. Наприклад, особливо різко виступає проти укладеного договору з додатком між Болгарією та Сербією, який визначав територію Вардарської Македонії як „безперечно“ болгарську, але яка стала „Південною Сербією“ в результаті сербської окупації. Аналітики вражені тим, що Місірков висунув гасло „Автономна Македонія — Швейцарія на Балканах“ у важкі для Болгарії зовнішньополітичні моменти. Після краху Ілінденсько-Преображенського повстання та Неїського договору, коли всі або майже всі території Македонії перебували у володінні супротивників Болгарії — Османської імперії, Сербського королівства, Грецького королівства, Югославії.
Красте Місірков уже у своїй присвяті Гаврилу Занетову своєю першою публікацією „Записки з південнослов'янської філології та історії (до питання про межу між болгарськими та сербохорватськими мовами і народами)“ після його найбільш обговорюваної праці „Про the Macedonian Works“ заперечує наукову цінність памфлету, заявляючи:
.».., як і весь зміст брошури, були настільки далекі від безсторонньої науки, що я вважав за вкрай незручне зустрічатися під час мого двомісячного перебування в Софії з кимось із софійських філологів та істориків. Цим я, звичайно, завдав сильного удару по своїм науковим інтересам і заняттям"
.
Цього ж напрямку дотримується думка відомого хорватського історика та фахівця з історії Балкан Іво Банаца, який є професором Єльського університету. Він вважає, що про існування македонської нації можна говорити з другої половини 20 століття, а зачатки македонського етнічного самовизначення з'явилися серед окремих інтелектуалів у 20-30-х роках минулого століття. За його словами, з одного боку, Місірков є представником більш широкого болгарського патріотизму, який базується головним чином на спорідненості (двох) мов і на його проболгарських поглядах, які він відкрито висловлював проти сербів, а перед ними проти греків. З іншого боку, коли йдеться про македонську національну та культурну відмінність у більшій болгарській спільноті, погляди Місіркова слід розуміти більше у філологічному, а не в етнонаціональному сенсі.

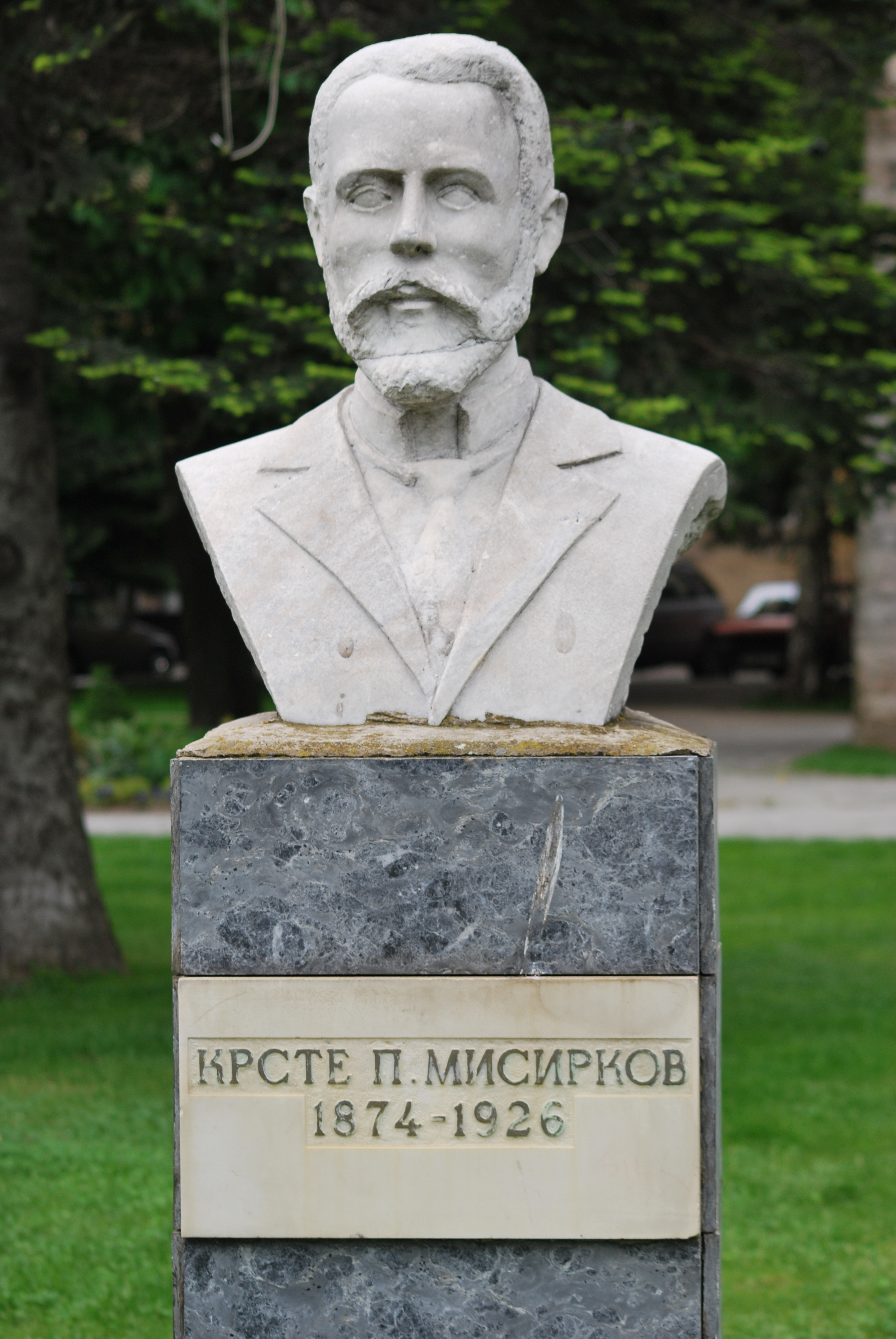
Бюст Красте Місіркова в Битолі.

На завершення думок про Місіркова слід зазначити, що, мабуть, завдяки своїм хитрощам, він є першим болгарським науковим філологом, якому сербська влада не перешкоджала, завдяки чому він зумів вивчити моравський діалект на місці в Королівство Сербія, водночас маючи на меті збір і джерело матеріалів для цього. Його філологічні висновки про болгарський характер того, що для Місіркова було залишковим західно-болгарським діалектом (годом названого в його різних діалектах болгарськими філологами як перехідна говірка), також підтверджуються звітами болгарських учених, які брали участь у науковій експедиції до Македонії та Помор'я в роки Першої світової війни (1915—1918). З цього приводу ось що стверджував Місірков у 1909 році:
«Тепер кілька слів про характер боротьби Сербії з болгарським народом. Перш за все, в Сербії зберігали таємницю про особливості діалектів, особливо моравського. Найбільш поверхневі описи мов цього діалекту дали Мілічевич і Карич . Мені здається, що я дав найбільш повну характеристику цього діалекту. Сербські філологи нічого не додали до того, що я сказав, тобто продовжили попередню політику приховування цікавих відмінностей»
.

## Політичні погляди
Про політичні погляди Красте Місіркова можна судити з його висловлювань у трьох останніх статтях перед смертю, якими він брав активну участь у духовному житті країни, яку обрав своєю батьківщиною. Вони яскраво демонструють його ставлення до соціалізму, комунізму, анархізму та інших «лівих», ідеологій, які поширились в болгарському політичному житті після національної катастрофи в Першій світовій війні, яка закінчилася для Болгарії підписанням Неїського договору. Його ставлення до партій, які виражали ці ідеології в політичному житті королівства, було вкрай недоброзичливим, як і до правлячого в Росії більшовизму, який був близьким до них. Місірков припускає, що протидією має бути традиційне та інституційне зміцнення церкви, школи та казарм у болгарському соціальному та духовному житті. На цьому тлі подальше звеличення Місіркова як «батька» македонської мови та ідентичності, що офіційно нав'язувалось суспільству Вардарської Македонії після Другої світової війни, виглядає недоречно.

## Твори
1. Значення моравського або ресавського прислівника для сучасної та історичної етнографії Балканського півострова.
2. Записки з південнослов'янської філології та історії.
3. Південнослов'янські етнічні легенди про одруження короля Волкашина у зв'язку з питанням про причини популярності короля Марко серед південних слов'ян.
4. Основи сербсько-болгарського зближення.
5. Примітки Крастьо Місіркова до праці «Болгарія» професора Анастаса Іширкова.
6. Масові вбивства та інтелігенція в Македонії.
7. Серби і царство Душана.
8. Наш народний епос і Македонія
9. Марко Кінгс.
10. Серби та 20-річчя Іліндену.
11. Вихід.
12. Протиотрута.
13. Вул. Сава — сербська слава.
14. Македонська культура.
15. «Більше македонців».
16. Народність македонців
17. Англійська або сербська стаття.
18. Македонія і Празький конгрес.
19. Сербські погрози.
20. ІДО і Македонія македонян.
21. «Міжнародна мова».
22. «Міжнародна мова».
23. Розбрат чи взаєморозуміння.
24. Шлях примирення.
25. Три казки в Карлово.
26. Болгарська школа.
27. Школа і соціалізм.
28. Серби і Салонікське поле.